# DREAMS (中村あゆみのアルバム)
『DREAMS』（ドリームス）は、中村あゆみ9枚目のスタジオ・アルバム。1993年2月24日発売。発売元は、マイカルハミングバード。

## 解説
中村は本作を最後に、オリコンTOP10圏内から遠ざかっている。

## 収録曲
作詞・作曲 中村あゆみ（特記以外）
1. AMERICA（5:17）
  - 編曲 和田春彦 コーラスアレンジ 和田恵子
2. 夜をとばせ（4:50）
  - 編曲 鎌田ジョージ
3. MIDNIGHT HALLELUJAH（4:12）
  - 編曲 和田春彦
  - 20thシングル。カプコン SFC用ソフト「ファイナルファイト2」CMソング。プロレスラーの鈴木みのるがこの曲を入場テーマ曲として使用した。
4. BEAUTIFUL MEMORIES（5:39）
  - 編曲 和田春彦 コーラスアレンジ 和田恵子
5. LADY BOOGIE（4:59）
  - 編曲 鎌田ジョージ
  - 19thシングル。TBS「日立 世界・ふしぎ発見!」エンディングテーマ
6. I MISS YOU〜雨に濡れたラブストーリー〜（4:55）
  - 編曲 鎌田ジョージ
7. WOMAN LIFE（5:45）
  - 作曲 鎌田ジョージ 編曲 和田春彦
8. Woo Yeah（2:39）
  - 編曲 鎌田ジョージ
9. CRISIS'99（4:20）
  - 編曲 鎌田ジョージ
10. DON'T STOP LOVE（4:35）
  - 作詞・作曲 中村あゆみ・鎌田ジョージ
11. ある星の歌（5:04）
  - 編曲 和田春彦
12. Jin Jin Jin <Extended dance mix> （6:55）
  - 編曲 和田春彦 コーラスアレンジ 和田恵子
  - 18thシングル。本人出演のミズノ「メガヘルツ」CMソング